# Paulo Muacho
Paulo Jorge Velez Muacho (Campo Maior, 14 juillet 1990) est un avocat et homme politique portugais, membre fondateur du Partido Livre.

## Biographie
Diplômé en droit de la Faculté de droit de l'Université de Lisbonne et Master en droit administratif de l'Universidade Católica Portuguesa , il est l' auteur d'une thèse intitulée « Concession et concurrence : l'intersection des systèmes et le nouveau paradigme administratif ».
Il a été député municipal à l'Assemblée municipale de Lisbonne entre 2017 et 2021. Il était tête de liste du Parti Libre pour la circonscription de Setúbal aux élections législatives de 2022 et 2024.
Aux élections législatives de 2024, il est élu député de la circonscription de Setúbal, et est devenu le premier député élu par le Parti Libre dans la circonscription.